# Мойсеїв Ігор Костьович
Мойсеїв Ігор Костьович (3 грудня 1946 року, м. Київ) — поет, літературознавець, культуролог, філософ, перекладач, член Національної спілки письменників України (1998 р.)

## Життєпис
Мойсеїв Ігор Костьович народився 3 грудня 1946 року в родині поетеси Інни Кульської у м. Київ. У 1969 році закінчив Київський національний університет імені Тараса Шевченка. Працює у Києві. У 1968—1972 рр. — редактор видавництва «Здоров'я». З 1971 до 1080 року — старший науковий співробітник, етнограф Музею народної архітектури і побуту УРСР. З 1980 до 1991 року — старший науковий співробітник, фольклорист Республіканського науково--методичного центру народної творчості. З 1991 до 1997 рр.– голова Всеукраїнського фольклорно-етнографічного центру «Рідна хата». З 1992 до 1997 рр. — завідувач відділу журналу «Філософська і соціологічна думка». З 1997 до 2007 року — головний редактор журналу «Зарубіжна література».

## Творчість
Ігор Костьович Мойсеїв досліджує архетипи творів культури, шляхи самопізнання людини, розвиток буття. Творчий доробок митця:
- «Книга наших перемін» (2005)
- «Навздогін» (2009);
- «Космос Т. Шевченка: поезія, проза, образотворчість» (2009);
- «Незбагненна божественна таємниця…»: Філософія в мистецтві Т. Шевченка", (2013. Доповнене перевидання 2019),
- «Храм української культури» (кн. 1 — «Філософія семіосфери», (1995); кн. 2 — «Логіка семіосфери та числокоди ментальності», (1999),
- «Зарубіжна література в людинотворчому вимірі» (2003),
- «Літературні сценарії» (2004),
- «Нульосфера, або Небо всередині нас» (2010),
- «Людиномета світової літератури: Антропологічний і культурологічний виміри» (2011),
- «Ріднота і смисл: Вертикальна філософія» (2012),
- «Розвиток і смисл: Ідеальна реальність» (2015; 2017),
- «Філософія всеможливого» (2018),
- "Надспроможність" (2019),
- "Від Є до Я" (2020),
- "Листи в Океан" (2021),
- "Багатоголосся заради майбутнього", (2022),
- "Україна -- Ізраїль. Листування друзів" (2022),
- "Війна і цінності" (2023),
- "Аксіонавтика" (2023),
- "Вертикаль" (2024).

Мойсеїв Ігор — упорядник книги «Майстер-клас учителя зарубіжної літератури» (2005; 2017); першодруків з фондів ЦДАМЛМ «Щоденники ХХ століття. Інна Кульська» (2013) та спогадів  «Філософія в житті» (2014).
Книгозбірня автора -- https://sites.google.com/view/igormoiseiv/